# Aninoasa (Argeș)
Aninoasa è un comune della Romania di 3 315 abitanti, ubicato nel distretto di Argeș, nella regione storica della Muntenia.
Il comune è formato dell'unione di 3 villaggi: Aninoasa, Broșteni e Slănicul.